# Cung xỉ lá không đều
Cyrtomium anomophyllum là một loài dương xỉ trong họ Dryopteridaceae. Loài này được Zenker Fraser-Jenk. mô tả khoa học đầu tiên năm 2008.